# 11887 Echemmon
11887 Echemmon este o planetă minoră (asteroid), cu un diametru de 31,19 km, din Asteroid troian al lui Jupiter. A fost descoperită pe 14 octombrie 1990 la Thüringer Landessternwarte Tautenburg⁠(d) de Freimut Börngen și a fost numită după Echemmon⁠(d). 
Obiectul prezintă o orbită caracterizată de o semiaxă mare de 5,1820352 UAi, o excentricitate de 0,092, o înclinație de 24,0442 ° în raport cu ecliptica.